# Derbesia
Derbesia es un género de algas verdes, perteneciente a la familia Derbesiaceae. La planta fue originalmente conocida por los nombres diferentes que se aplican a su mayor esporófito, Derbesia, y a sus menos visible gametofito, Halicystis. Derbesia se cultivó con éxito en los laboratorios del psicólogo alemán Peter Kornmann para saber que tanto ella como la planta Halicystis forman diferentes partes del ciclo vital del mismo organismo.

## Lista de especies deDerbesia
- Derbesia attenuata
- Derbesia boergesenii
- Derbesia corallicola
- Derbesia fastigiata
- Derbesia furcata
- Derbesia hollenbergii
- Derbesia indica
- Derbesia longifructa
- Derbesia marina
- Derbesia minima
- Derbesia novae-zelandiae
- Derbesia osterhoutii
- Derbesia pacifica
- Derbesia padinae
- Derbesia prolifica
- Derbesia rhizophora
- Derbesia sirenarum
- Derbesia tenuissima
- Derbesia turbinata
- Derbesia vaucheriaeformis